# Chloroclystis humerata
Chloroclystis humerata là một loài bướm đêm trong họ Geometridae.